# Jeanne de Châteauvillain
Jeanne de Châteauvillain († nach 1389) war eine französische Adlige aus der Linie Châteauvillain des Maison de Broyes; in den Jahren 1375/89 ist sie als Dame de Châteauvillain bezeugt.

Wappen Châteauvillain

## Leben
Jeanne de Châteauvillain ist die Tochter von Jean III. de Châteauvillain († 1355) und seiner Frau Marguerite de Noyers († vor 1353). Als ihr Vater starb, wurde sie aufgrund ihrer ersten Ehe als Dame de Thil et de Marigny bezeichnet.
Sie wurde Dame de Châteauvillain, als ihr älterer Bruder Jean IV. de Châteauvillain am 19. September 1356 in der Schlacht von Poitiers getötet wurde; ihre Schwester Marie de Châteauvillain erhielt die Herrschaften Arc und Nully.
Ende Februar 1367 starb Jeannes Schwester Marie ohne Erben und hinterließ ihr die Ländereien Arc und Nully unter der Bedingung, dass ihr (Maries) Witwer Jean I. de Montaigu († 1373) den Besitz bis zu seinem Tod nutzen dürfe. Bei ihrem eigenen Tod hinterließ Jeanne die Herrschaften Châteauvillain und Arc ihrem ältesten Sohn aus ihrer ersten Ehe, Jean V. de Thil-Châteauvillain, der bereits durch seinen Vater Seigneur de Thil et de Marigny sowie durch seine Ehe mit Jeanne de Grancey Seigneur de Grancey war, während ihr zweiter Sohn, der aus ihrer dritten Ehe stammt, Guillaume III. de Vienne, die Herrschaft Nully bekam.

## Ehen und Nachkommen
Vor 1345 heiratete sie Jean I. de Thil, 1307, † 1355, Seigneur de Thil et de Marigny, Berater des Königs Philipp VI., Connétable de Bourgogne, Witwer von Agnes de Frolois, Sohn von Guillaume de Thil und Isabelle de Grandpré, mit dem sie ein Kind hatte.
- Jean II. de Thil-Châteauvillain, * um 1350, † 1419/20, Seigneur de Thil, de Châteauvillain, de Marigny, d’Arc-en-Barrois et de Chalencey; ⚭ 1371 Jeanne, Dame de Grancey, Villers, Pierrepont et Louvois, * um 1350, † 1423, Tochter von Eudes VII., Seigneur de Grancey et de Louvois, und Yolande de Bar, Dame d’Ancerville et de Pierrepont

Als Witwe heiratete sie in zweiter Ehe Guillaume de Chalon-Auxerre, Seigneur de Chavannes, de Dramelay et de Rochefort, Sohn von Jean II. de Châlon-Auxerre, Graf von Auxerre und Tonnerre (Haus Chalon), und Alix de Bourgogne-Montbéliard, Dame de Montfleur. Sie hatten keine gemeinsamen Kinder, als er 1360 als Geisel in England starb.
Wohl 1360 heiratete sie in dritter Ehe Hugues VI. de Vienne, Seigneur de Saint-Georges, Sohn von Guillaume de Vienne, Seigneur de Longwy et de Saint-Georges, und Marguerite de Vaudémont; mit dem sie zwei Kinder hatte.
- Éléonore de Vienne, ⚭ Hugonin de Marmont
- Guillaume III. de Vienne, * 1361/62, † 1437, Seigneur de Saint-Georges et de Sainte-Croix; ⚭ (1) Louise de Thoire, Tochter von Humbert VII. de Thoire und Marie von Genf; ⚭ (2) 9. Juli 1400 Marie Dauphine d’Auvergne, Dame de Bussy, Tochter von Béraud II. de Mercoeur, Dauphin von Auvergne, et de Marguerite de Blois, Comtesse de Sancerre.

Hugues VI. de Vienne starb 1361 ebenfalls als Geisel in England.
Als sie drittes Mal verwitwet war, heiratete sie per Ehevertrag von Dezember 1362 in vierter Ehe Arnaud de Cervole, genannt der Erzpriester, Seigneur de Châteauneuf und Concressault, Kammerherr von König Karl V., Witwer von Jeanne de Graçay, Sohn von Foulques II. de Cervole und Petronille de Chasteigner, Dame von Servole, mit dem sie zwei Kinder hatte.
- Philippe de Cervole, Bailli de Vitry, Kammerherr von König Karl VI.
- Marguerite de Cervole, ⚭ Jacques de Jaucourt-Dinteville, dit Le Jeune

Arnaud de Cervole wurde 1366 nach September in der Provence von einem Soldaten getötet.
Mit Ehevertrag von April 1369 heiratete sie in fünfter Ehe Enguerrand de Hesdin (Enguerrand d’Eudin), Chevalier, Berater und Kammerherr des Königs, Hauptmann von Loches, Gouverneur von Ponthieu und Tournai (1369), Seneschall von Beaucaire (1382) und später Gouverneur der Dauphiné, mit dem sie ein Kind hatte.
- Jeanne d’Eudin, ⚭ Louis d’Abbeville et de Boubers

Enguerrand de Hesdin, der ein Waffengefährte von Arnaud de Cervole war, starb am 7. März 1391.